# Landespflegekammer Rheinland-Pfalz
Die Landespflegekammer Rheinland-Pfalz ist die gesetzliche Berufsvertretung aller Altenpfleger, Gesundheits- und Kinderkrankenpfleger und Gesundheits- und Krankenpfleger in Rheinland-Pfalz. Die Auszubildenden in diesen Berufen können auf freiwilliger Basis die Mitgliedschaft antreten. Sie nahm am 1. Januar 2016 die Arbeit auf und vertritt mit dem Status einer rechtsfähigen Körperschaft des öffentlichen Rechts mit Selbstverwaltung und Sitz in Mainz nach eigenen Angaben die Belange von rund 42.000 Mitgliedern.

## Geschichte

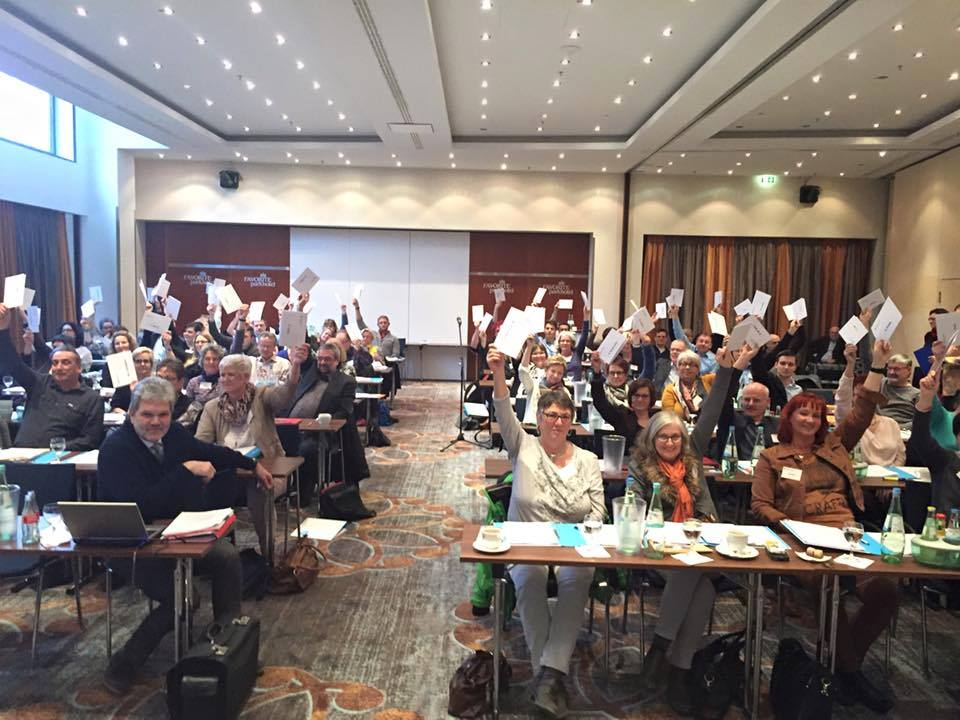
Vertreterversammlung verabschiedet Hauptsatzung am 26. Januar 2016 einstimmig.

Der rheinland-pfälzische Landtag beschloss mit der Verabschiedung des Heilberufsgesetzes am 19. Dezember 2014 (während der Amtszeit des Kabinetts Dreyer I) die Einführung der bundesweit ersten Landespflegekammer. Alle pflegerischen Berufsverbände sprachen sich für die Einrichtung einer Kammer aus. Lediglich die Gewerkschaft Ver.di und der Bundesverband privater Anbieter sozialer Dienste argumentierten dagegen.
Bereits am 28. März 2013 hatte sich, im Rahmen einer Befragung, eine Mehrheit der Teilnehmenden in Rheinland-Pfalz für eine Verkammerung ihres Berufsstandes ausgesprochen. 75 Prozent der Befragten votierten in einer Umfrage für die Gründung einer Pflegekammer, sodass am 3. Juli 2013 die konstituierende Sitzung der Gründungskonferenz stattfinden konnte. Diese leistete die Vorarbeiten zur Gründung der Pflegekammer und bereitete parallel zum Gesetzgebungsverfahren die Arbeit des Gründungsausschusses administrativ vor. Das Sozialministerium berief am 5. Januar 2015 die Mitglieder des Gründungsausschusses, deren Aufgabe es war, die Pflegekammer aufzubauen, alle beruflich Pflegenden zu registrieren und dann erste Wahlen zur Vertreterversammlung durchzuführen. Ministerin Bätzing-Lichtenthäler verlieh den Mitgliedern des Gründungsausschusses in Mainz die Ernennungsurkunden im Rahmen eines Festaktes. Anschließend fanden die Wahlen eines vorläufigen Vorstandes statt. Das Ergebnis zur Wahl der Vertreterversammlung lag am 16. Dezember 2015 vor. Sieger der Wahl mit mehr als 40 Prozent Wahlbeteiligung wurde die gemeinsame Liste der Berufsverbände DPO/komba mit 26,14 Prozent, gefolgt von Ver.di mit 15,82 Prozent.
Die Pflegekammer nahm am 1. Januar 2016 die Arbeit auf. Durch Beschluss vom 26. Januar erlässt die Kammer ihre Hauptsatzung und legt damit wesentliche Grundlagen für ihre Arbeit fest. Seit der Wahl des Vorstandes in der Vertreterversammlung am 2. März ist Markus Mai erster Präsident der Kammer.
Am 29. November 2017 wurde auf der Vertreterversammlung in Alzey die Weiterbildungsordnung, welche die neue Weiterbildung der Pflegeberufe in Rheinland-Pfalz regelt, angenommen. Seit dem 1. Januar 2018 wird diese nicht mehr vom Ministerium für Soziales, Arbeit, Gesundheit und Demografie Rheinland-Pfalz geregelt, sondern von der Landespflegekammer und so von den Pflegekräften selber.

## Finanzierung
Laut der Landespflegekammer Rheinland-Pfalz finanzieren alle Heilberufskammern die Umsetzung ihrer Aufgaben über die Beiträge ihrer Mitglieder.